# Pasquale Acquaviva d'Aragona
Pasquale Acquaviva d'Aragona, né le 3 novembre 1718 à Naples, dans l'actuelle région Campanie, alors capitale du royaume de Naples, et mort le 29 février 1788 à Rome, est un cardinal italien du XVIIIe siècle.
Il est le neveu du cardinal Troiano Acquaviva d'Aragona (1732) et le grand-neveu du cardinal Francesco Acquaviva d'Aragona (1706). Les autres cardinaux de la famille sont : Giovanni Vincenzo Acquaviva d'Aragona (1542), Giulio Acquaviva d'Aragona (1570), Ottavio Acquaviva d'Aragona, seniore (1591)  et Ottavio Acquaviva d'Aragona, iuniore  (1654).

## Biographie
Pasquale Acquaviva d'Aragona est frère de l'ordre de Saint-Jean de Jérusalem. À partir de 1739, Acquaviva exerce plusieurs fonctions au sein de la Curie romaine, notamment auprès de la Chambre apostolique. Il est vice-légat à Avignon de 1744 à 1754 et président d'Urbino en 1766.
Le pape Clément XIV le crée cardinal in pectore lors du consistoire du 12 décembre 1770. Sa création est publiée en mars de l'année suivante. Il participe au conclave de 1774-1775, lors duquel Pie VI est élu pape.

### Sources
- Fiche du cardinal Pasquale Acquaviva d’Aragona sur le site fiu.edu